# Oeneis vacuna
Oeneis vacuna är en fjärilsart som beskrevs av Grum-grshimailo 1890. Oeneis vacuna ingår i släktet Oeneis och familjen praktfjärilar. Inga underarter finns listade i Catalogue of Life.